# Darren Winter
Darren Winter (20 de gener de 1970) va ser un ciclista australià que s'especialitzà en la pista. Va guanyar una medalla de bronze al Campionat del món de Persecució per equips i dues més als Jocs de la Commonwealth de 1990, en persecució individual i per equips.